# Alsa
A Alsa (formalmente ALSA Grupo, S. L. U.; originalmente, Automóviles de Luarca, S. A.) é um operador de transportes públicos rodoviários espanhol pertencente ao grupo National Express, o qual é um operador de transportes públicos rodoviários e ferroviários internacional.
A empresa detém algumas operações em Portugal, como a Área 4 da Carris Metropolitana  na Área Metropolitana de Lisboa, juntamente com a Transportes Luísa Todi, formando o concessionário Alsa Todi e o Lote 2 da UNIR na Área Metropolitana do Porto.